# Hirsutella rhossiliensis
Hirsutella rhossiliensis är en svampart som beskrevs av Minter & B.L. Brady 1980. Hirsutella rhossiliensis ingår i släktet Hirsutella och familjen Ophiocordycipitaceae.   Inga underarter finns listade i Catalogue of Life.